# Chiesa di Santo Stefano (Monte San Giusto)
La chiesa di Santo Stefano, dedicata a santo Stefano protomartire, è la principale chiesa cittadina di Monte San Giusto, comune in provincia di Macerata.

## La chiesa
Fu costruita tra il 1765 e il 1781 sulla zona dell'antica Pieve, su progetto di Giovanni Battista Vassalli e Pietro Augustoni.

La pianta della chiesa è a croce latina con una sola navata, in stile neoclassico.

All'esterno la struttura si presenta imponente e maestoso grazie all'ottimo uso del mattone laterizio e della tecnica usata per la costruzione, le superfici sono rese mobili da un gioco di cornici modulate leggermente accennate. La facciata richiama elementi classici come il frontone sulla sommità che è un richiamo a quelli dei templi classici, lungo tutto il corpo longitudinale sono ben visibili i contrafforti ed è ben visibile anche l'abside alla fine. 

Internamente la chiesa sorprende per l'armonico effetto del movimento decorativo accentuato da paraste e colonne di ordine composito, sormontati da un cornicione fortemente aggettato, sovrastante un fregio rinascimentale. La volta è a botte, quattro pilastri incassati sostengono quattro archi a tutto sesto sui quali si imposta, mediante pennacchi, la base della cupola a bacino sferico. La chiesa è interamente decorata con affreschi o con dei motivi floreali. Sono presenti sei cappelle disposte tre per lato, la più notevole è la seconda nel lato sinistro, in cui è ospitato il venerato simulacro della Madonna Incoronata, patrona del paese insieme ai santi Giusto e Tossano.

È un'immagine lignea del 1500, di pregevole fattura, assisa in trono composta e regale, con il bambino in braccio. Il trono è finemente inciso, eseguito nel 1893. La tradizione vuole che la statua, abbandonata in uno scantinato, parlasse ad una santa donna, perché dicesse all'arcivescovo Giovanni Mammili che voleva essere posta alla venerazione dei fedeli nella chiesa principale, fu esposta nella collegiata solo nel 1850 e nel 1855 la Madonna incoronata venne proclamata compatrona a San Giusto e San Tossano per aver preservato il popolo dalla pestilenza e nel 1905 la testa della Vergine venne cinta con una corona d'oro. La cappella che la ospita ha maggiore profondità delle altre cinque perché venne ampliata negli anni 40.

Sempre nello stesso lato è presente una pala settecentesca, del Ricci, rappresentante la Madonna del Carmine e santi che sovrasta lo spazio in cui, prima, era collocato l'altare della prima cappella, poi smantellato per fa posto agli scranni della cantoria. La tela può scendere e dietro, in una nicchia decorata, vi è collocata la statua del Cristo risorto.
Nel lato opposto, la cappella più importante è quella dove è situata una tela con la Madonna Lauretana tra i santi Giusto, in abito vescovile, e Tossano, in abito da legionario romano. Questa tela, di Domenico Rozzi del 1781, è importante perché considerata un documento storico in quanto vi è raffigurato Monte San Giusto alla fine del Settecento. Anche questa tela scende e dietro v'è una nicchia contenente delle reliquie.

## Il ciclo pittorico di santo Stefano
Nel catino absidale sono presenti opere di Ciro Pavisa, scene tratte dalla storia del Protomartire Stefano. La storia nel ciclo pittorico inizia a sinistra con la scena in cui viene mostrato il diacono Stefano che distribuisce il pane ai poveri, poi si sposta a destra per terminare in alto al centro con la gloria di santo Stefano. Sulla soglia del tempio il giovane è intento a distribuire del pane, persone di diversa età e sesso si accostano a lui con fiducia, accolgono il pane della carità e, dopo aver ringraziato, ritornano nelle loro case. È una scena tratta dagli Atti degli Apostoli, anche le altre due, l'attività di questo giovane cristiano non è strettamente di carattere assistenziale, bensì evangelico-caritativa. 

Nella scena centrale viene raffigurato l'episodio del martirio, la lapidazione di S. Stefano. L'artista descrive il diacono, rivestito degli abiti liturgici, mentre, con le braccia aperte e il volto verso il cielo, è confortato da una visione celeste. Al lato sinistro gli ebrei, inferociti, scagliano grosse pietre contro di lui. A destra, separate da una staccionata, alcune donne e un bambino scappano impauriti e inorriditi. Stefano è rivestito della “dalmatica”, la veste liturgico-diaconale, il gruppo degli ebrei esprime una tensione omicida attraverso il movimento e la ferocia dei gesti e le espressioni dei volti. È l'innocente, il giovane, il coraggioso che subisce il martirio in contrapposizione alla barbaria, all'ottusità degli assassini e allo sconcerto delle donne che, furtive, si allontanano. 
Nella scena di destra viene rappresentato l'episodio dell'arresto: due energumeni lo afferrano, mentre il sommo sacerdote e i dottori della legge, compiaciuti, approvano il fermo del martire che viene rappresentato con il volto e le braccia rivolte verso il cielo. L'arresto è subito antecedente a quando il martire dichiara che la missione salvifica di Cristo conclude e supera la Legge di Mosè e i membri del Sinedrio, scandalizzati, gridano: “Ha bestemmiato contro Mosè e contro Dio”.

Nello specchio centrale c'è la glorificazione di Stefano: gli angeli trasportano, in grande allegrezza, il primo martire cristiano, presso il trono di Dio. La struttura compositiva è esemplare. Stefano, rivestito degli abiti liturgici, si presenta con le braccia aperte nell'attesa dell'incontro con il Padre celeste e con l'eternità. Gli angeli cantano, suonano e celebrano l'entrata nei cieli infiniti, alcuni tengono in mano mazzi di gigli, simbolo della purezza incontaminata del giovane, mentre un altro piccolo angelo tiene in mano la palma del martirio. Negli altri due spazi sono raffigurati altri gruppi di angeli in festa.

Nella decorazione, da una conchiglia centrale muovono i raggi che separano la composizione; contemporaneamente si presenta, quasi per unire i tre spicchi, un semicerchio di testoline di putti angelici che fanno da corona e che attendono l'incontro con il Martire.
In questi affreschi, del 1927, c'è un forte richiamo alla corrente artistica del Divisionismo, visibile in particolar modo nella resa del cielo in cui il colore viene distribuito attraverso piccoli tratteggi.

Sempre del Pavisa sono le due rappresentazioni, nelle pareti del presbiterio, dei due apostoli Pietro e Paolo. In quella di Pietro si vuole indicare i momenti difficile della Chiesa, con dei riferimenti al martire titolare della Chiesa: dopo la morte di Stefano “scoppiò una violenta persecuzione contro la Chiesa di Gerusalemme e tutti furono dispersi nella regione della Giudea e della Samaria”. San Pietro viene raffigurato con gli attributi della barca, del libro e delle chiavi.

Anche la presenza di san Paolo è legata al martire, l'apostolo era presente alla lapidazione di Stefano e gli Atti degli Apostoli lo annotano: “Saulo (poi Paolo) approvava la sua uccisione”. San Paolo viene raffigurato con gli attributi della spada e del libro: sintesi della forza dirompente della predicazione evangelica e del prezioso epistolario paolino.

Di particolare interesse storico è il paesaggio dietro all'apostolo Paolo, perché viene rappresentato il colle palatino (del 1927), riconoscibile dalla presenza dell'arco di Settimo Severo, del Tempio dei Castori, del Tempio di Saturno e dal Tabularium, prima della costruzione dell'altare della Patria (terminata nel 1935) con le relative modifiche urbane nella zona del colle.

## L'organo di Gaetano Callido
La Compagnia del Carmine, dopo aver contribuito alla riedificazione della Collegiata, essendo la vecchia Chiesa in pessimo stato, fa costruire il nuovo Organo a Gaetano Callido.

Gaetano Callido (1727-1813) si formò presso la scuola dell'organaro Pietro Nachini e successivamente (1762) iniziò la propria attività di costruttore di organi come libero professionista. Nel giro di pochi anni la sua attività si estendeva su tutti i territori della Repubblica di Venezia, nelle Marche, in Romagna e ad Istanbul (vecchia Costantinopoli). 

L'organo della collegiata (op. n°307) è uno strumento di notevole interesse artistico e storico. Pur se trasformato nella struttura e nell'impianto fonico durante alcuni interventi, oggi conserva la sua originaria fisionomia. Grazie ad un recente restauro si è riusciti a recuperare lo strumento anche dal punto di vista funzionale che fonico, riportandolo alle condizioni in cui era al momento della costruzione.

L'organo è collocato in cantoria sopra la porta maggiore, racchiuso in una cassa di risonanza a profilo piatto con decorazioni pittoriche.